# 吴元全
吴元全（1948年—），河南南阳人，汉族，中华人民共和国政治人物、第十二届全国人民代表大会河南地区代表。
毕业于西安美术学院工艺美术专业。加入中国共产党。担任中国宝玉石协会玉石专业委员会副主任。2008年起担任全国人大代表。2013年，担任全国人大代表。2018年2月24日，当选为第十三届全国人大代表。